# مهندسی مولکولی
مهندسی مولکولی (به انگلیسی: Molecular engineering) زمینهٔ مطالعاتی نوظهوری است که با طراحی و آزمایش ویژگی‌های مولکولی، رفتار و برهم‌کنش‌ها به منظور فراهم آوری مواد، سیستم‌ها و فرایندهای بهتری برای کارکردهای ویژه در ارتباط است. این رویکرد، که در آن خاصیت‌های قابل مشاهدهٔ یک سیستم ماکروسکوپی تحت تأثیر تغییر مستقیم یک ساختار مولکولی است، در ردهٔ گسترده‌تری از طراحی «از پایین به بالا» قرار می‌گیرد.

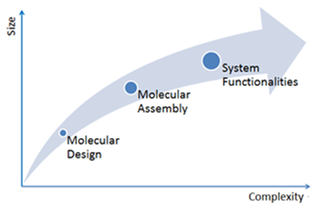
مهندسی مولکولی به تلاش‌های پیشبرد و توسعه مواد در فناوری‌های نوظهور؛ که به رویکردهای تحقیقاتی پیشرفته برای طراحی مولکولی به سیستم‌های بسیار پیچیده احتیاج دارند، سروکار دارد.

مهندسی مولکولی از نظر ماهیت جستاری کاملاً میان‌رشته‌ای است و جنبه‌های آن شامل مهندسی شیمی، علم مواد، مهندسی زیستی، مهندسی برق، فیزیک، مهندسی مکانیک و شیمی است. همچنین با نانوتکنولوژی همپوشانی قابل توجهی وجود دارد، به این ترتیب که هر دو به رفتار مواد در مقیاس نانومتر یا کوچکتر توجه دارند. با توجه به ماهیت بسیار اساسی برهم‌کنش‌های مولکولی، تعداد بسیار زیادی از مناطق کاربردی بالقوه وجود دارد که شاید دامنهٔ آن تنها توسط تخیل شخص و قوانین فیزیک محدود شود. با این حال، برخی از موفقیت‌های اولیهٔ مهندسی مولکولی در زمینه‌های ایمنی‌درمانی، زیست‌شناسی مصنوعی و الکترونیک قابل چاپ قابل مشاهده است (بخش کابردهای مهندسی مولکولی را ببینید).
مهندسی مولکولی یک زمینهٔ پویا و در حال تحول است که با هدف‌های دشوار پیچیده سروکار دارد؛ دستیابی به موفقیت‌ها به مهندسین خبره و خلاقی نیاز دارد که با گسترهٔ این رشته‌ها آشنا باشند. یک روش مهندسی که مبتنی بر اصول مولکولی باشد، این برخلاف رویکردهای گستردهٔ آزمایش و خطا در رشته‌های مهندسی است. به جای تکیه بر همبستگی‌های تجربی به خوبی توصیف اما ضعیف درک شده بین آرایش یک سیستم و خواص آن، یک رویکرد طراحی مولکولی به دنبال دستکاری خاصیت‌های سیستم به‌طور مستقیم با استفاده از درک ریشه‌های شیمیایی و فیزیکی آنها است. این امر اغلب باعث ایجاد مواد و سیستم‌های اساسی جدید می‌شود که برای رفع نیازهای برجسته در زمینه‌های مختلف از انرژی تا مراقبت‌های بهداشتی گرفته تا الکترونیک مورد نیاز هستند. علاوه بر این، با افزایش پیچیدگی تکنولوژی، رویکردهای مبتنی بر آزمایش و خطا اغلب پرهزینه و دشوار هستند، زیرا ممکن است پاسخ دادن همه وابستگی‌های مربوط به متغیرها در یک سیستم پیچیده و دشوار باشد. تلاش‌های مهندسی مولکولی ممکن است شامل ابزارهای محاسباتی، روش‌های آزمایشی یا ترکیبی از هر دو باشد.